# Ered Gorgoroth

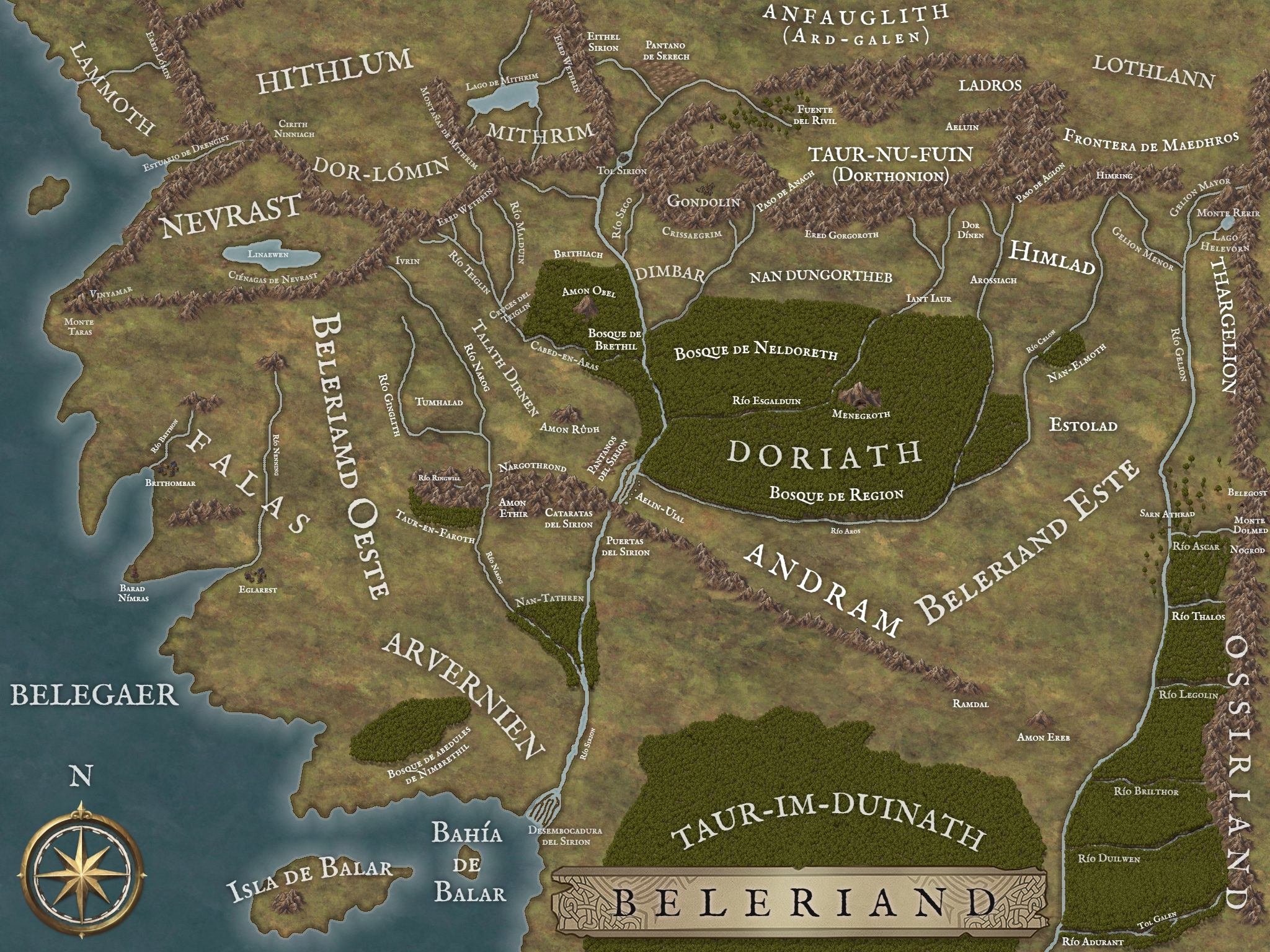
Mapa Beleriandu. Ered Gorgoroth znajdowały się między wyżynnym Dorthonionem na północy a lasami Doriathu na południu

Ered Gorgoroth (sin. Góry Grozy) – pasmo górskie ze stworzonej przez J.R.R. Tolkiena mitologii Śródziemia.

## Etymologia nazwy
Tworząc nazwy fikcyjnych lokacji tworzonego przez siebie świata, Tolkien umieszczał je w kontekście 14 języków, którymi mówić mieli mieszkańcy wymyślonego przez niego świata. Co więcej, tworzone przez autora nazwy ulegać miały w obrębie Śródziemia podobnym procesom, jak nazwy realnych miejsc w rzeczywistym świecie. Nazwa Ered Gorgoroth składa się z dwóch członów: określanego i określającego. Pierwszy z nich, Ered, jest rzeczownikiem w liczbie mnogiej oznaczającym góry. Spotyka się go również w kilku innych nazwach, jak Ered Engrin (Góry Żelazne), Ered Lindon (Góry Lindonu), Ered Luin (Góry Błękitne). W innych nazwach spotyka się ten rzeczownik w liczbie pojedynczej, orod, w takich jednowyrazowych nazwach jak Orodruina (dosłownie Ognista Góra). Drugi człon, Gorgoroth, pochodzi od gor, goroth oznaczającego strach, przerażenie. W efekcie nazwę Ered Gorgoroth tłumaczy się jako Góry Strachu.

## Analiza
Ered Gorgoroth opisywane są rzeczywiście jako straszne, z ziejącymi przepaściami i kłębiącymi się u ich stóp cieniami. Według Karen Wynn Fonstad, Ered Gorgoroth były wyższe niż Ered Wethrin (góry oddzielające Beleriand od Hithlumu).
Ered Gorgoroth powiązane są z postacią pajęczycy Ungolianty – antagonistki Silmarillionu, lecz także z jednym z protagonistów tejże książki – Berenem.
W Silmarillionie Tolkien pisze, że już po przymierzu z Melkorem, Ungolianta zamieszkiwała ciemną dolinę u podnóża tego pasma górskiego, zwaną Valley of Dreadful Death - Nan Dungortheb, wprawiającą w przerażenie i szaleństwo, gdzie łączyły się czary Saurona i Meliany. Wittrup wymienia je wśród paralel, pomiędzy opisaną w Silmarillionie historią elfów, a Władcą Pierścieni, w którym Ered Gorgoroth odpowiada równina Gorgoroth w Mordorze. Góry te pojawiają się także w opowieści o Berenie, który przebył je, zmierzając do Doriathu w drugiej ze swych sześciu podróży.